# Zoe Terakes
Zoe Terakes (nascido em 22 de março de 2000) é um ator australiano mais conhecido por interpretar Reb Keane em Wentworth e como Hayley no filme de terror Talk to Me.

## Educação
Terakes estudou na SCEGGS Darlinghurst no ensino médio. Terakes não havia considerado atuar como carreira, até que seu professor de teatro do 11º ano recomendou visitar um agente que acabou garantindo seu trabalho. Eles completaram seu HSC enquanto apareciam no palco em A View from the Bridge, uma produção teatral em Sydney do diretor Iain Sinclair.

## Carreira
Seu trabalho em A View from the Bridge os levarão a receber o Sydney Theatre Awards de Melhor Ator Coadjuvante em uma Produção Independente e, como co-vencedor, o Prêmio de Melhor Revelação. A produção também rendeu a Terakes uma indicação ao Helpmann Award.
Aos 17 anos, Terakes estreou na tela no papel de Pearl Perati, uma adolescente sem-teto, em Janet King, da ABC, ao lado de Marta Dusseldorp.
Outros créditos teatrais de Terakes incluem Metamorphoses e The Wolves for The Old Fitz e a produção teatral de Henrik Ibsen de A Doll's House Part 2 na Melbourne Theatre Company.
Terakes interpretou Reb Keane, um homem trans, na oitava temporada da série de TV australiana Wentworth, o reboot aclamado pela crítica de Prisoner: Cell Block H. Sobre a experiência de conseguir o papel, Terakes afirmou: “Lutei muito por isso. Mandei um e-mail para os produtores para avisar o quanto era importante ter uma pessoa trans contando essa história e senti o peso da comunidade trans sobre meus ombros. Não queria errar." Seu personagem, Reb, era um homem trans (designado como mulher ao nascer) e estava com medo de ser condenado à prisão depois que um assalto desse errado.
Em 2020, foi lançado o longa-metragem Ellie & Abbie (& Ellie's Dead Aunt), onde Terakes interpreta o papel-título de Abbie. No mesmo ano, Terakes apareceu no drama da Foxtel sobre eutanásia intitulado The End.
Em 2021, Terakes interpretou Glory em Nine Perfect Strangers, ao lado de Nicole Kidman, Asher Keddie e Melissa McCarthy.
Em 2022, Terakes se juntou ao elenco do projeto da Marvel Ironheart.
Em 2023, Terakes apareceu no filme de terror australiano Talk to Me e apareceu em 2 episódios de Creamerie. Embora Talk to Me tenha obtido sucesso durante seu lançamento, foi banido no Kuwait, supostamente pela aparição de Terakes no filme. Terakes expressou seu desapontamento com a notícia nas redes sociais. Em 9 de agosto, a autoridade do Kuwait anunciou formalmente a proibição do Talk to Me, alegando que era para proteger "a ética pública e as tradições sociais".

## Vida pessoal
Terakes se identifica como não-binário e transmasculino, e se assumiu para a indústria de atuação aos 19 anos. Em 2022, Terakes confirmou a notícia de sua cirurgia de confirmação de gênero.
Em novembro de 2020, Terakes assinou uma petição criticando a falta de representação LGBTQ na produção australiana de Hedwig and the Angry Inch e expressando "decepção" com a escalação do ator Hugh Sheridan para o papel principal de Hedwig, que muitos acreditam ser um personagem transgênero. Eles, junto com David Campbell, Michala Banas e outros, compartilharam uma carta aberta no Instagram dirigida ao Festival de Sydney, explicando por que a representação trans é vital ao contar a história de um personagem trans. Os produtores australianos, Showtune Productions, cancelaram o show. Sheridan mais tarde se revelou não binário em uma postagem no Instagram em 26 de junho de 2021, e também bissexual, falando sobre a dor e os sérios problemas de saúde mental que surgiram do cyberbullying em torno deste incidente.

## Filmografia

### Cinema
| Ano  | Título                              | Personagem | Notas          |
| ---- | ----------------------------------- | ---------- | -------------- |
| 2018 | The Craft                           | Priscilla  | Curta-metragem |
| 2020 | Her Own Music                       | Tessa      | Curta-metragem |
| 2020 | Sunburn                             | Em         | Curta-metragem |
| 2020 | Ellie & Abbie (& Ellie's Dead Aunt) | Abbie      |                |
| 2021 | Right Here                          |            | Curta-metragem |
| 2021 | Are You Still Watching?             | Jamie      | Curta-metragem |
| 2022 | Unravelling                         | Chook      |                |
| 2022 | Talk to Me                          | Hayley     |                |

### Televisão
| Ano       | Título                 | Personagem   | Notas                          |
| --------- | ---------------------- | ------------ | ------------------------------ |
| 2017      | Janet King             | Pearl Perati | Papel recorrente, 7 episódios  |
| 2020      | The End                | Scarlet      | 2 episódios                    |
| 2020      | Bondi Slayer           | Kristy       | 1 episódio                     |
| 2020–2021 | Wentworth              | Reb Keane    | Papel recorrente, 12 episódios |
| 2021      | The Moth Effect        | Funcionário  | Minissérie, 2 episódios        |
| 2021      | Nine Perfect Strangers | Glory        | Minissérie, 8 episódios        |
| 2023      | Creamerie              | Sea Captain  | 2 episódios                    |
| 2023      | Ironheart              | TBA          | Próxima minissérie             |